# Antropocentrismus

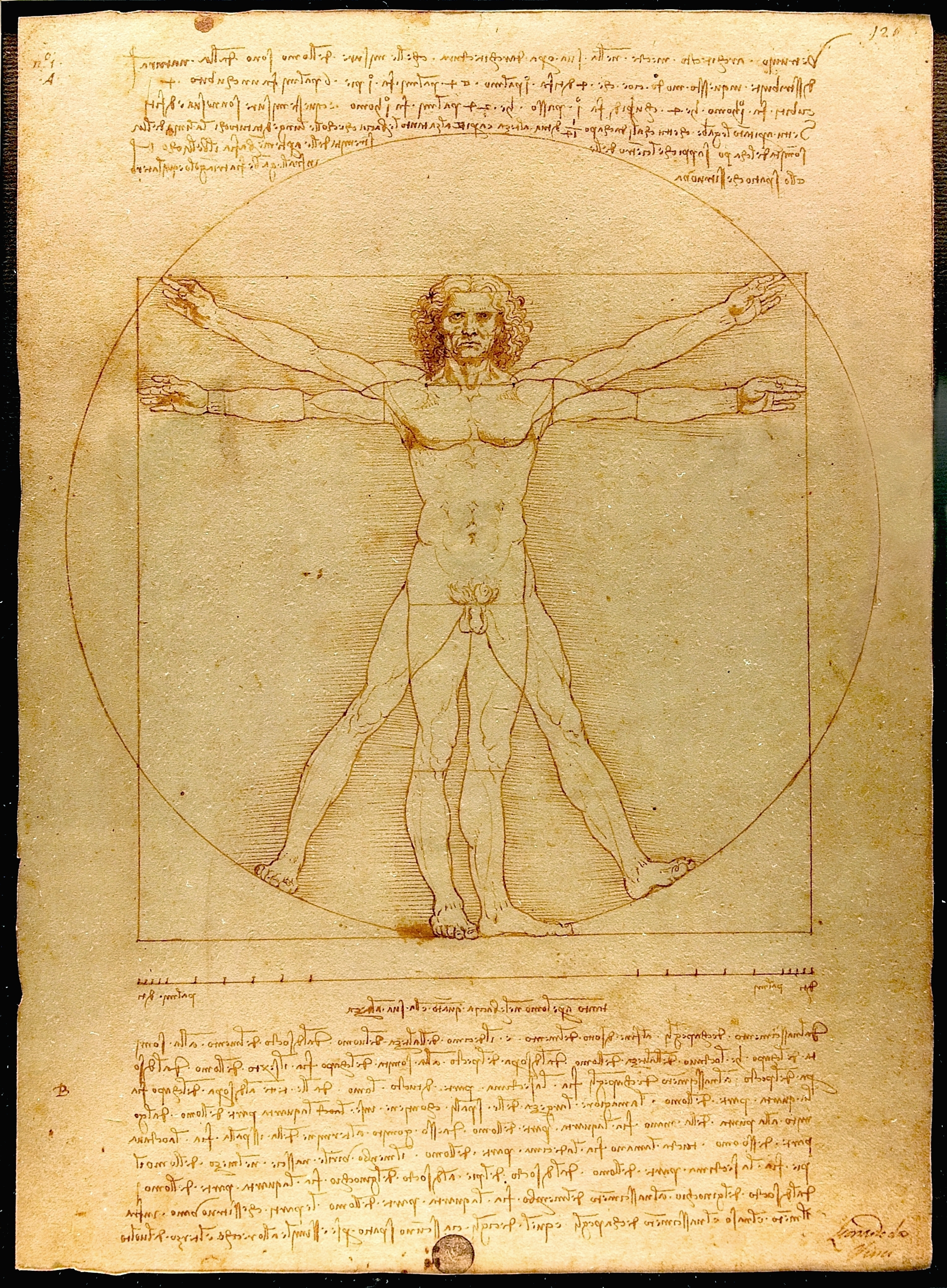
Vitruviánský muž od Leonarda Da Vinci

Antropocentrismus (z řeckého anthrópos, člověk, a kentron, střed) znamená sebestředný způsob myšlení, názor či postoj, podle něhož je člověk středem všeho, východiskem a měřítkem každého hodnocení, případně i cílem vesmíru. Pojem je sice moderní a spíše polemický, jako antropocentrismus lze ale vyložit i slavný výrok Prótagorův, že „člověk je mírou všech věcí – jsoucích, že jsou, nejsoucích, že nejsou“.

## Diskuse o antropocentrismu
Každý člověk sice vidí sám sebe „ve středu“ svého obzoru či světa, který se rozkládá „kolem něho“, nicméně také ví, že stejný dojem mají i všichni ostatní. Tento přirozený základ jisté sebestřednosti se tedy může snadno korigovat a není ještě antropocentrismem.
Pojem antropocentrismus vznikl koncem 19. století v německé protestantské teologii jako kritika moderního myšlení, které na vrchol světa a do středu pozornosti místo Boha staví člověka. Proti tomu ale například filosof Wilhelm Windelband zastával názor, že právě křesťanství je plným právem antropocentrické, neboť v Kristu se sám Bůh stal člověkem. Proti antropocentrismu se i dnes staví některé radikálně křesťanské (evangelikální) skupiny v USA, které proti němu kladou obraz světa, soustředěný kolem Boha Stvořitele a okolo Krista (christocentrismus), který je středem Vesmíru.
Současná kritika antropocentrismu vychází nejčastěji z holistických a environmentalistických pozic a vytýká mu především přezíravý a kořistnický přístup k ostatním živým bytostem a k přírodě. Antropocentrismus uznává pouze hodnotu člověka a všechno v přírodě dělí jen podle toho, zda je člověku užitečné nebo naopak škodlivé. Praktickým příkladem může být téměř úplné vyhubení „škodlivých“ dravců nebo zmijí v bohatých zemích, které se nakonec obrací i proti člověku samému. Zastánci antropocentrismu naproti tomu zdůrazňují, že člověk a lidstvo, humanita, musí být pro člověka středem zájmu a poslední hodnotou mimo jiné proto, že jedině člověk může dnes být dobrým hospodářem světa a zajistit i ochranu přírody.
Ke kritikům antropocentrismu patřil i český filosof Egon Bondy. Uváděl ho v souvislosti se svou vizí neorganického života i s úvahami o smyslu a hodnotě ontologického celku vesmíru, ve kterém lidstvo představuje pouze nepatrnou část.